# Calvaire bourguignon de Grignon
Le calvaire bourguignon de Grignon est une croix monumentale située à Grignon, dans le département français de la Côte-d'Or, en Bourgogne-Franche-Comté. Elle est située plus précisément à l'angle nord-est de la rue Franche et de la rue Jean-Dampt.

## Historique
La croix est de type bourguignon avec une face sculptée double face représentant le Christ et la Vierge. Le piédestal et le fut sont octogonaux.
La croix est accolée à un mur et ne permet de bien voir la face arrière. Sur les images du début du XXe, la face qui est visible au carrefour est le Christ alors qu'à présent, c'est la Vierge.
La croix fait l’objet d’une inscription au titre des monuments historiques depuis le 29 mai 2020.